# Sematophyllum chlorothecium
Sematophyllum chlorothecium är en bladmossart som beskrevs av Brotherus 1925. Sematophyllum chlorothecium ingår i släktet Sematophyllum och familjen Sematophyllaceae. Inga underarter finns listade i Catalogue of Life.